# Capul Darabani (monument al naturii)
Capul Darabani (în ucraineană Дарабанський мис) este un monument al naturii de tip geologic de importanță locală din raionul Hotin, regiunea Cernăuți (Ucraina), situat la sud de satul Darabani.
Suprafața ariei protejate constituie 21 de hectare și a fost înființată în anul 1994 prin decizia consiliului regional. Statutul a fost acordat pentru protejarea unui deal mic de cca. 500 m în lungime și 50-100 m lățime, cu pante abrupte, peșteri mici și numeroase monumente istorice și arheologice.